# Flawinne
Flawinne is een plaats in de Belgische provincie Namen en een deelgemeente van de stad Namen. Flawinne ligt in de Condroz, aan de Samber, zes kilometer ten westen van het centrum van Namen. Tot 1 januari 1977 was het een zelfstandige gemeente.

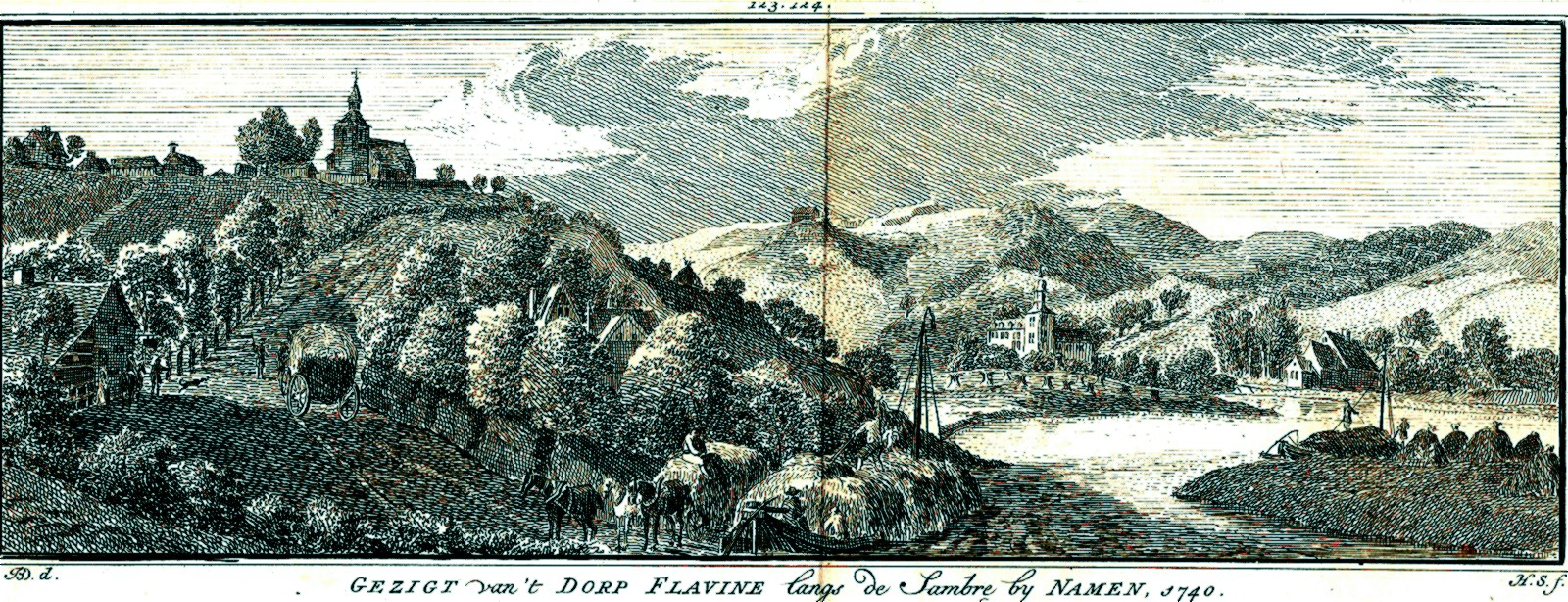
Flawinne, kopergravure uit 1740

Het centrum van het dorp (kerk en winkelcentrum) ligt op een heuvel. De inwoners zijn voornamelijk werkzaam bij de nabije grote machinewerkplaats van de Belgische spoorwegen (Salzinnes) en bij de plaatselijke grote legerplaats voor Belgische paracommando’s. De kazerne herbergt sinds 1980 ook het Musée des Commandos. Voor de tien Belgische commando's onder VN-bevel die in 1994 tijdens de Rwandese Genocide het leven verloren, is een klein monument opgericht.

## Demografische ontwikkeling
- Bronnen:NIS, Opm:1831 tot en met 1970=volkstellingen, 1976= inwoneraantal op 31 december

## Bezienswaardigheden

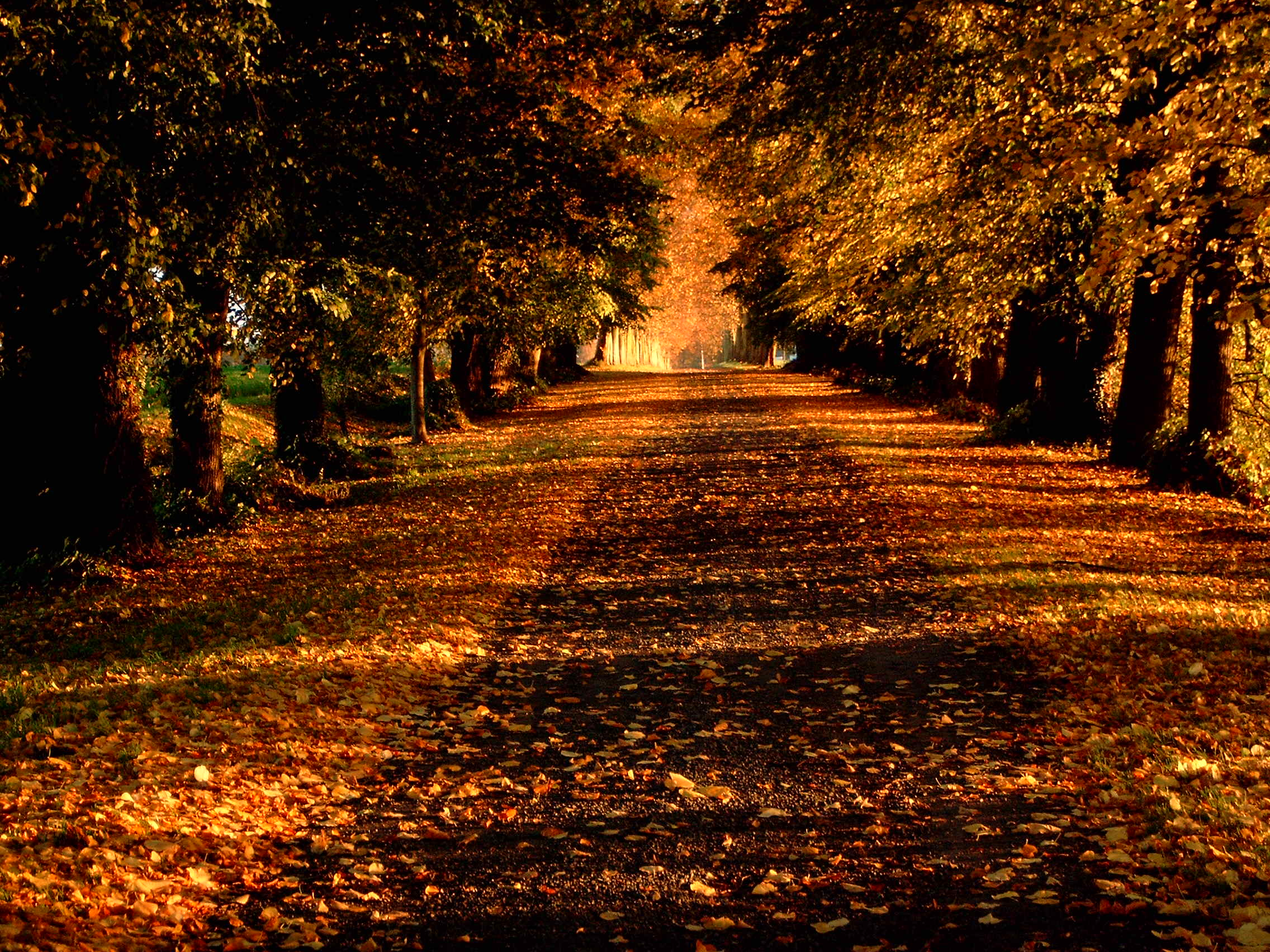
De oprijlaan van het kasteel van Flawinne

Nog verder heuvelopwaarts overziet het kasteel van Flawinne (18de eeuw en vergroot in de 19de eeuw) de vallei van de Samber tot aan de Citadel van Namen. Het bestaat uit verschillende gebouwen rond een binnenhof. Het ontwerp van deze Franse tuin gaat terug op de komst van Lodewijk XIV tijdens de bezetting van Namen in 1692. De tuin werd aangelegd in 1711 volgens een plan van de tuinarchitect André le Nôtre in vijf oplopende terrassen, met materiaal van de constructie van de nieuwe citadel.
Er zijn nog twee kastelen in Flawinne: het ene bevindt zich meer westwaarts en is in feite een afgelegen herenboerderij. Het andere wordt op oude ansichtkaarten ook wel aangeduid als Château de Flawinne, maar is in feite een groot 19de-eeuws herenhuis; het ligt aan de Rue Henri Linchet tegenover het monument voor de gevallenen in de Eerste en Tweede Wereldoorlog.

## Verkeer
Station Flawinne en station Ronet liggen in Flawinne aan spoorlijn 130 (Namen - Charleroi).

## Geboren in Flawinne
- Lucien Harmegnies (1916-1994), socialistisch politicus

Deelgemeenten: Beez · Belgrade · Boninne · Bouge · Champion · Cognelée · Daussoulx · Dave · Erpent · Flawinne · Gelbressée · Jambes · Lives-sur-Meuse · Loyers · Malonne · Marche-les-Dames · Namen · Naninne · Rhisnes · Saint-Marc · Saint-Servais · Suarlée · Temploux · Vedrin · Wépion · Wierde

Overige plaatsen: Andoy · Bomel · Bossimé · Bricniot · Brumagne · Frizet · Grognon · Gros Buisson · Herbatte · La Plante · Limoy · Mosanville · Ronet · Salzinnes · Velaine · Wartet

Belgische gemeenten · arrondissement Namen · provincie Namen · Wallonië